# Det internationale Fredskontor
Det Internationale Fredskontor (En: International Peace Bureau (IPB). Fr: Bureau international de la paix (BIP)) blev grundlagt i 1891 i Bern og er en af de ældste fredsorganisationer i verden. Det Internationale Fredskontor blev oprettet i forbindelse med den tredje internationale fredskongres, der blev afholdt i 1891 i Rom. Anledningen var et forslag fra den danske pacifist Fredrik Bajer på den anden internationale fredskongress i 1890, og Bayer blev organisationens første præsident. I 1907 overtog Henri La Fontaine denne stilling.
Organisationen blev tildelt Nobels fredspris i 1910 for at fungere "som et bindeled mellem fredssamfundene". I 1913 blev Henri La Fontaine også tildelt prisen "[For sit arbejde som] leder af Det Internationale Fredskontor". Fra 2012 har elleve andre Nobels fredsprisvindere været medlemmer af IPB. I dag har IPB / BIP over 300 medlemsorganisationer fra mere end 70 lande. Hovedkvarteret er i Berlin. De har også kontorer i Genève og Barcelona. Indtil 2017 var hovedkvarteret i Genève.
Deres vigtigste programmer er Global Campaign on Military Spending (GCOMS) og Nedrustning for Udvikling, der fokuserer på nukleare og konventionelle våben, samt biologiske våben, landminer og håndvåben.
IPB / BIP har rådgivende status ved FNs Økonomiske og Sociale Råd (ECOSOC) og knytter status til FN's afdeling for global kommunikation.

## Global Campaign on Military Spending
Den globale kampagne om militær udgifter (GCOMS) er en permanent, global, fuldskala kampagne oprettet i december 2014 af IPB for at tackle det verdensomspændende spørgsmål om overdreven militærudgifter.
Målet med kampagnen er at skubbe verdens regeringer til at investere penge i sektorerne for sundhed, uddannelse, beskæftigelse og klimaændringer i stedet for militær. Det kræver også en årlig minimumsfordeling på 10% fra militære budgetter i alle stater. Endelig går det ind for reduktion af våbenproduktion og international våbenhandel.
Kampagnen organiserer den globale dag for militære udgifter (GDAMS) for at bringe offentlighedens, mediernes og politiske bevidsthed om omkostningerne til militære udgifter og behovet for at investere i nye prioriteter.
GCOMS administreres fra det decentraliserede Barcelona, Spaniens IPB-kontor i koordinering med Center Delàs of Peace Studies. Mere end 100 organisationer fra 35 lande har tilsluttet sig kampagnen

## Atomnedrustningsaktivitet
IPB har været i spidsen for atomnedrustningsaktiviteter siden 1945, herunder:
- Traktaten om ikke-spredning af kernevåben (NPT)
- Traktaten om stop for atomprøvesprængninger (Comprehensive Nuclear Test-Ban Treaty, CTBT). (CTBT)
- Verdensretsprojekt
- Traktat om forbud mod atomvåben (TPNW)

IPB er i øjeblikket i gang med kampagner for at tilskynde til underskrift og ratificering af TPNW, så det kan træde i kraft.

## Seán MacBride Peace Prize
Seán MacBrides fredspris blev oprettet i 1992 og tildeles af Det Internationale Fredsagentur til enkeltpersoner eller organisationer, der "har gjort enestående arbejde for fred, nedrustning og / eller menneskerettigheder." Det er opkaldt efter Seán MacBride, en vinder af Nobels fredspris, der var formand for IPB fra 1968-74 og præsident fra 1974-1985.

### Modtagere
Følgende er modtagere af Seán MacBride-fredsprisen siden starten i 1992:
| År   | Mottaker | Merknader | Referanser    |
| ---- | --- | --- | ------------- |
| 1992 | Michael D. Higgins                                                                                             | |               |
| 1993 | Motarilavoa Hilda Lini                                                                                         | Spillede en nøglerolle i WHOs beslutning om at godkende en anmodning til Verdensdomstolen om nukleare våbenes retlige status. |               |
| 1994 | Mordechai Vanunu (en)                                                                                          | Dømt til fængsel i 18 år for at afsløre detaljer om Israels nukleare arsenal. |               |
| 1995 | Union of the Committees of Soldiers' Mothers of Russia                                                         | Primært blandt russiske borgergrupper, der er imod krigen i Tjetjenien. |               |
| 1996 | Selim Bešlagić                                                                                                 | For "hans kamp mod nationalisme, etnisk udrensning og intolerance under sit lands krig." | [ 9 ]         |
| 1997 | Seeds of Hope Group                                                                                            | At afvæbne et Hawk-fly på vej til Indonesien. |               |
| 1998 | John Hume | For "hans bidrag til den nordirlandske fredsproces." | [ 10 ]        |
| 1999 | Barbara Gladysch                                                                                               | For hendes "ekstraordinære og årelange forpligtelse til nedrustning og praktisk solidaritet med ofre for krige og katastrofer." | [ 11 ]        |
| 2000 | 1) Praful Bidwai 2) Achin Vanaik                                                                               | At være i spidsen for den internationale kampagne mod nuklearisering af Sydasien. " | [ 12 ]        |
| 2001 | Rosalie Bertell                                                                                                | For ”hendes livslange forpligtelse til fred og hendes dybe bekymring for menneskers velfærd over hele planeten. | [ 13 ]        |
| 2002 | Barbara Lee | For "hendes eneste stemme mod bombningen af Afghanistan." |               |
| 2003 | Nihon Hidankyō                                                                                                 | Overlevende fra A-bombeangrebet på Hiroshima og Nagasaki i 1945. De har viet resten af deres liv til fjernelse af atomvåben. |               |
| 2004 | Geneva Initiative on the Middle East                                                                           | |               |
| 2005 | -- | |               |
| 2006 | Mayors for Peace: 1) Tadatoshi Akiba 2) Iccho Itoh                                                             | For "resultaterne i at vække den internationale offentlighedens krav om afskaffelse af atomvåben og varig verdensfred." | [ 14 ]        |
| 2007 | Jayantha Dhanapala                                                                                             | For "hans dedikation til årsagen til nedrustning og hans initiativ til at skabe den centralasiatiske atomfrie zone." | [ 15 ]        |
| 2008 | Jacqueline Cabasso                                                                                             | For "hendes år med fremragende arbejde med ngo'er og initiativer mod fred og eliminering af atomvåben." | [ 16 ]        |
| 2009 | Betty Reardon                                                                                                  | For "hendes bidrag til fredsuddannelse og til den bredere fredsbevægelse." | [ 17 ]        |
| 2010 | Binalakshmi Nepram                                                                                             | For "hendes ekstraordinære indsats for at fremme nedrustning og en ende på våbenvåben i Indien." | [ 18 ]        |
| 2011 | 1) Hanaa Edwar 2) Dr. Peter Becker                                                                             | 1) For "hendes bidrag til fremme af demokrati og menneskerettigheder samt hendes faste modstand mod vold og krig;" 2) For sit arbejde med den tyske afdeling af International Association of Advocists Against Nuclear Arms (IALANA). | [ 19 ] [ 20 ] |
| 2012 | 1) Lina Ben Mhenni 2) Nawal El Saadawi                                                                         | At vise "stort mod og ... betydelige bidrag til det, der er kendt som det arabiske forår." | [ 21 ]        |
| 2013 | Chelsea Manning                                                                                                | For hendes "modige handlinger med at afsløre information om amerikanske krigsforbrydelser." | [ 22 ]        |
| 2014 | Folket og regeringen på Republikken Marshalløerne                                                              | For "modigt tage de ni lande med besiddelse af atomvåben til Den Internationale Domstol for at håndhæve ikke-spredningstraktat og international sædvane lov." | [ 23 ]        |
| 2015 | Befolkningen og øsamfundene i Lampedusa, Italien og Jeju-øen, Sydkorea                                         | For at vise "et dybt engagement i fred og social retfærdighed." | [ 24 ]        |
| 2016 | IPB Secretary-General Colin Archer                                                                             | For 26 år "i fred og i IPB-samfundet." | [ 25 ]        |
| 2017 | 1) All Okinawa Council Against Henoko New Base 2) Noam Chomsky 3) Jeremy Corbyn                                | 1) For "dets kontinuerlige forpligtelse til at lukke Futemna Marine Air Base og for sin ikke-voldelige modstand mod opførelsen af en massiv ny luft-, land- og søbase i Henoko;" 2) For hans "utrættelige forpligtelse til fred, hans stærke kritik af den amerikanske udenrigspolitik og hans anti-imperialisme;" 3) For hans "vedvarende og magtfuldt politisk arbejde for nedrustning og fred." | [ 6 ]         |
| 2018 | 1) Association For Historical Dialogue and Research and Home for Cooperation 2) Helena Maleno 3) Douglas Roche | 1) For dens "indsats og fremme af [a] fredskultur og fredsskabende aktiviteter;" 2) For hende "bestræbelser på at redde hundreder af liv i Middelhavet og hendes stærke engagement i at forsvare menneskerettighederne." 3) For hans "utrættelige bestræbelser på at fremme international fred og nedrustning."                                                                                    | [ 26 ]        |
| 2019 | 1) Bruce Kent 2) Elayne Whyte Gómez                                                                            | 1) En "internationalt anerkendt fredsaktivist og en 'ægte fredshelt', der selv i sit 90. år stadig er en aktiv kampagne og arrangør for fred og menneskerettigheder." 2) For "hendes uvurderlige bidrag til gennemførelsen af den historiske traktat om forbud mod nukleare våben." | [ 8 ]         |

## Ledelse
På deres Triennial Assembly, der blev afholdt i London den 19. oktober 2019, blev en ny gruppe af IPB-embedsmænd valgt.

### Præsidenter
| Land   | Navn            |
| ------ | --------------- |
| Wales  | Philip Jennings |
| Italia | Lisa Clark      |

### Kasserer
| Land     | Navn       |
| -------- | ---------- |
| Tyskland | Lucas Wirl |

### Visepræsidenter
| Land         | Navn                  |
| ------------ | --------------------- |
| Spania       | Jordi Calvo           |
| Filippinerne | Corazon Valdez Fabros |
| US           | Joseph Gerson         |
| UK           | Dave Webb             |

### Bestyrelsesmedlemer
| Land      | Navn                      |
| --------- | ------------------------- |
| Frankrig  | Alain Rouy                |
| Frankrig  | Arielle Denis             |
| India     | Binalakshmi Nepram        |
| Mongoliet | Enkhsaikhan Jargalsaikhan |
| Sydkorea  | Jun Kyu Lee               |
| Argentina | Patricia Perez            |
| Japan     | Rieko Asato-Kodama        |
| Canada    | Yeshua Moser-Puangsuwan   |
| Canada    | Steve Staples             |
| Belgia    | Etienne De Jonghe         |

### Medarbejdere
| Land     | Navn           |
| -------- | -------------- |
| Tyskland | Reiner Braun   |
| Bosnien  | Amela Skiljan  |
| Spania   | Quique Sánchez |

## Nobels fredspriser
IPB's arbejde blev belønnet med Nobels fredspris i 1910, som også tildeles til nogle af dets medlemmer:
- 1901: Frédéric Passy (Frankrig), IPB-rådsmedlem
- 1902: Élie Ducommun og Albert Gobat (Schweiz), første æresekretær for IPB.
- 1905: Bertha von Suttner (Østrig), forfatter og æres næstformand for IPB.
- 1907: Ernesto Moneta (Italien), IPB-rådsmedlem.
- 1908: Fredrik Bajer (Danmark), ærespræsident for IPB.
- 1910: International Peace Office.
- 1911: Alfred Fried (Østrig), IPB-rådsmedlem.
- 1913: Henri La Fontaine (Belgien), præsident for IPB.
- 1927: Ludwig Quidde (Tyskland), IPB-rådsmedlem.
- 1959: Philip Noel-Baker (Det Forenede Kongerige), IPB-næstformand.
- 1962: Linus Pauling (USA), IPB-næstformand.
- 1974: Seán MacBride (Irland), IPB formand og præsident.
- 1982: Alva Myrdal (Sverige), IPB-næstformand.

## Præsidenter
IPB har et co-præsidentielt system, der sikrer en kønsbalance blandt lederskab. Hver præsident kan i øjeblikket tjene op til to tre-årige valgperioder.
- Henri La Fontaine - 1907–1943
- Ernst Wolf - 1963–1974
- Seán MacBride - 1974–1985
- Bruce Kent - 1985–1992
- Maj Britt Theorin - 1992–2000
- Cora Weiss - 2000–2006
- Tomas Magnusson - 2006-2013
- Ingeborg Breines - 2009–2016
- Reiner Braun - 2013–2019
- Lisa Clark - 2016 – dd
- Philip Jennings - 2019 – dd